# Masdevallia bulbophyllopsis
Masdevallia bulbophyllopsis là một loài lan đặc hữu của tây nam Ecuador.

## Hình ảnh

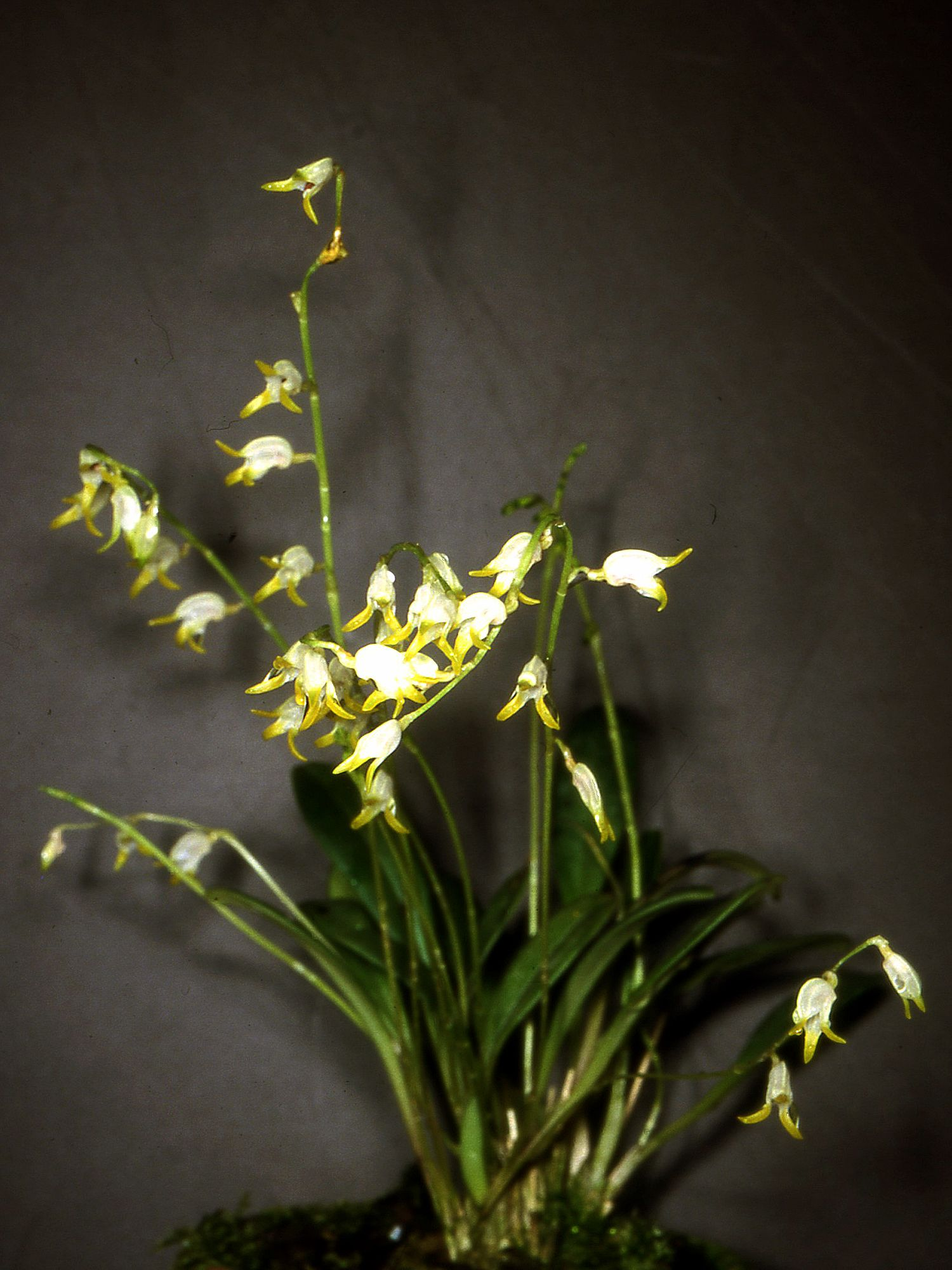
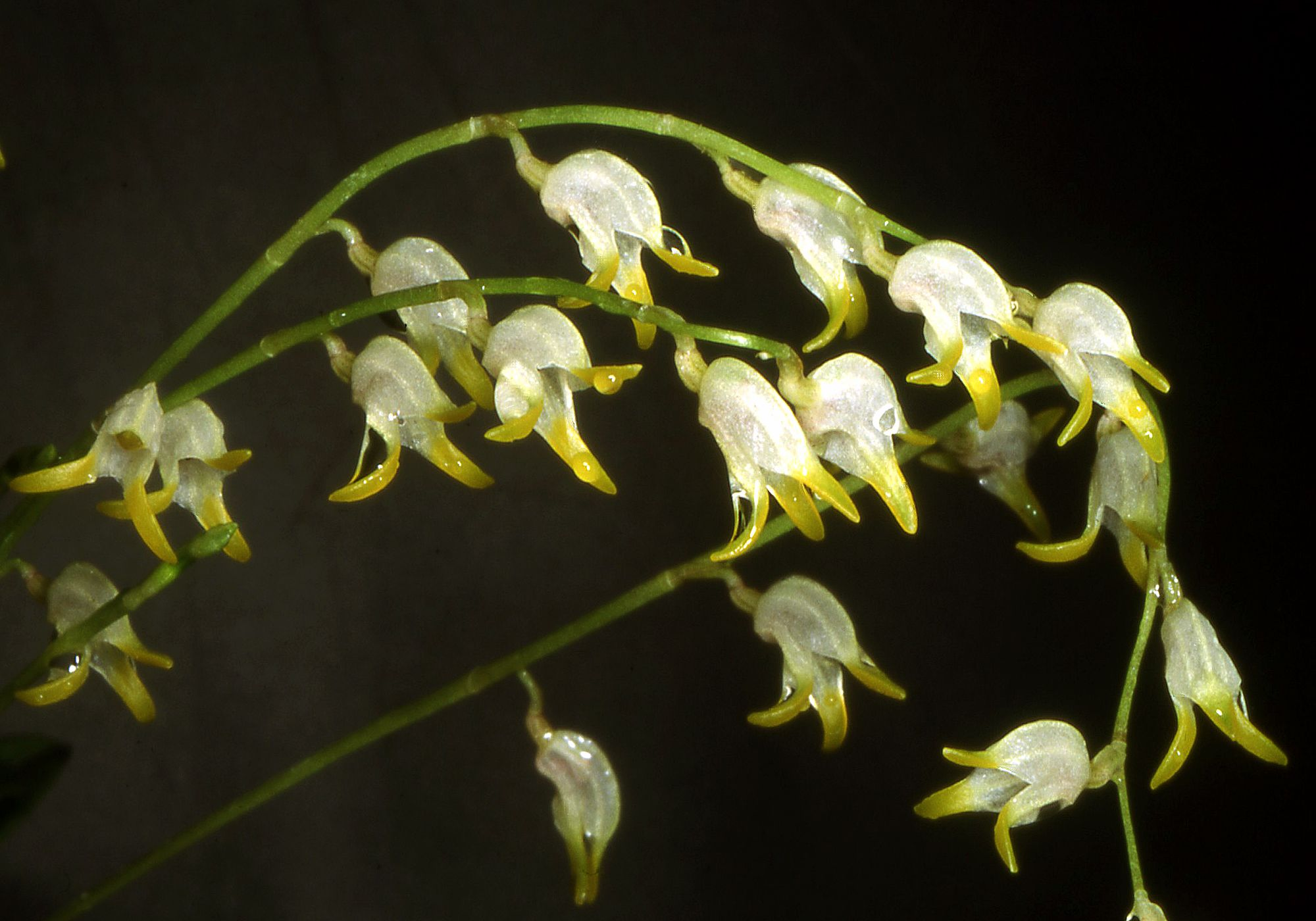
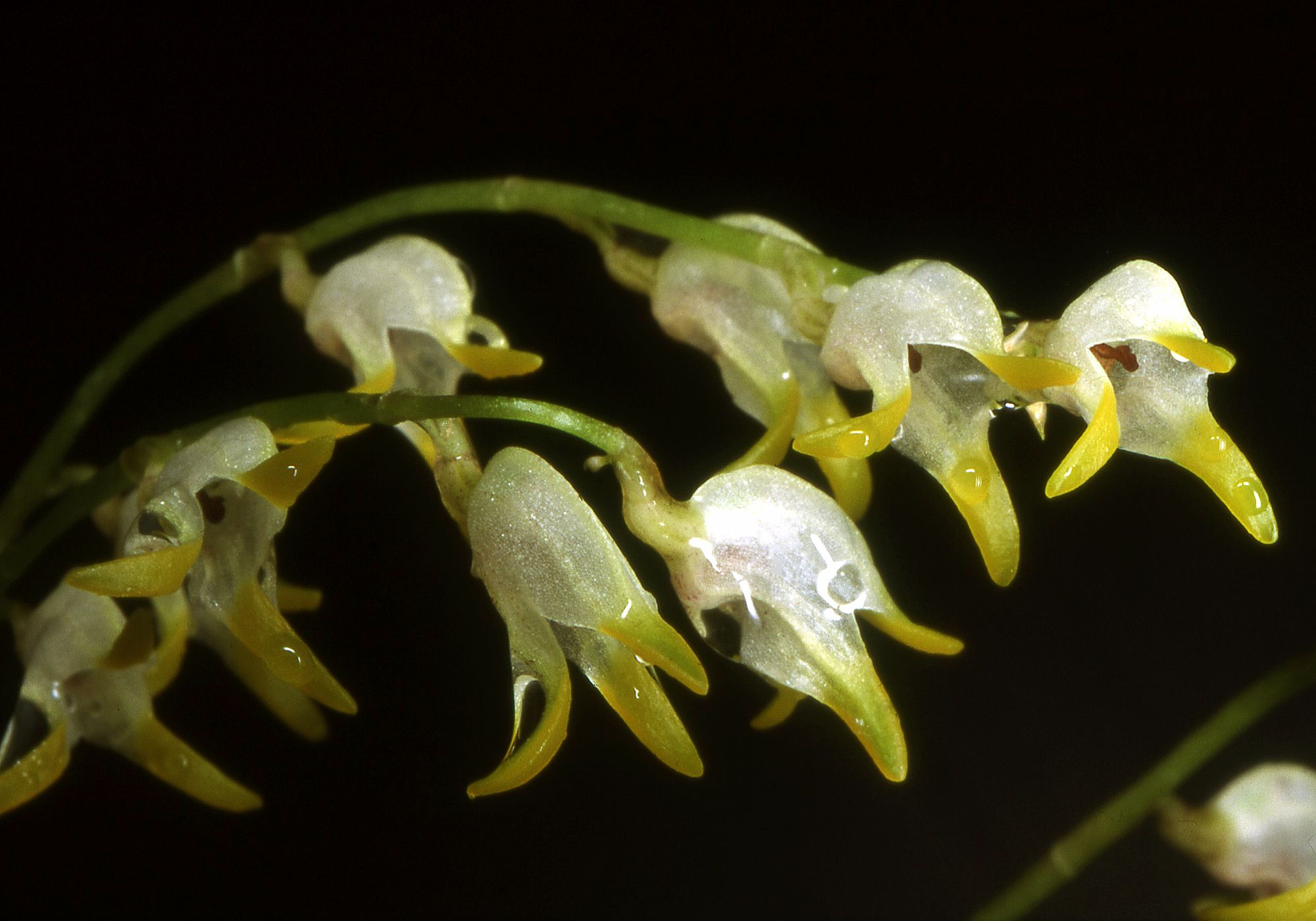